# مصنع التبغ الملكي

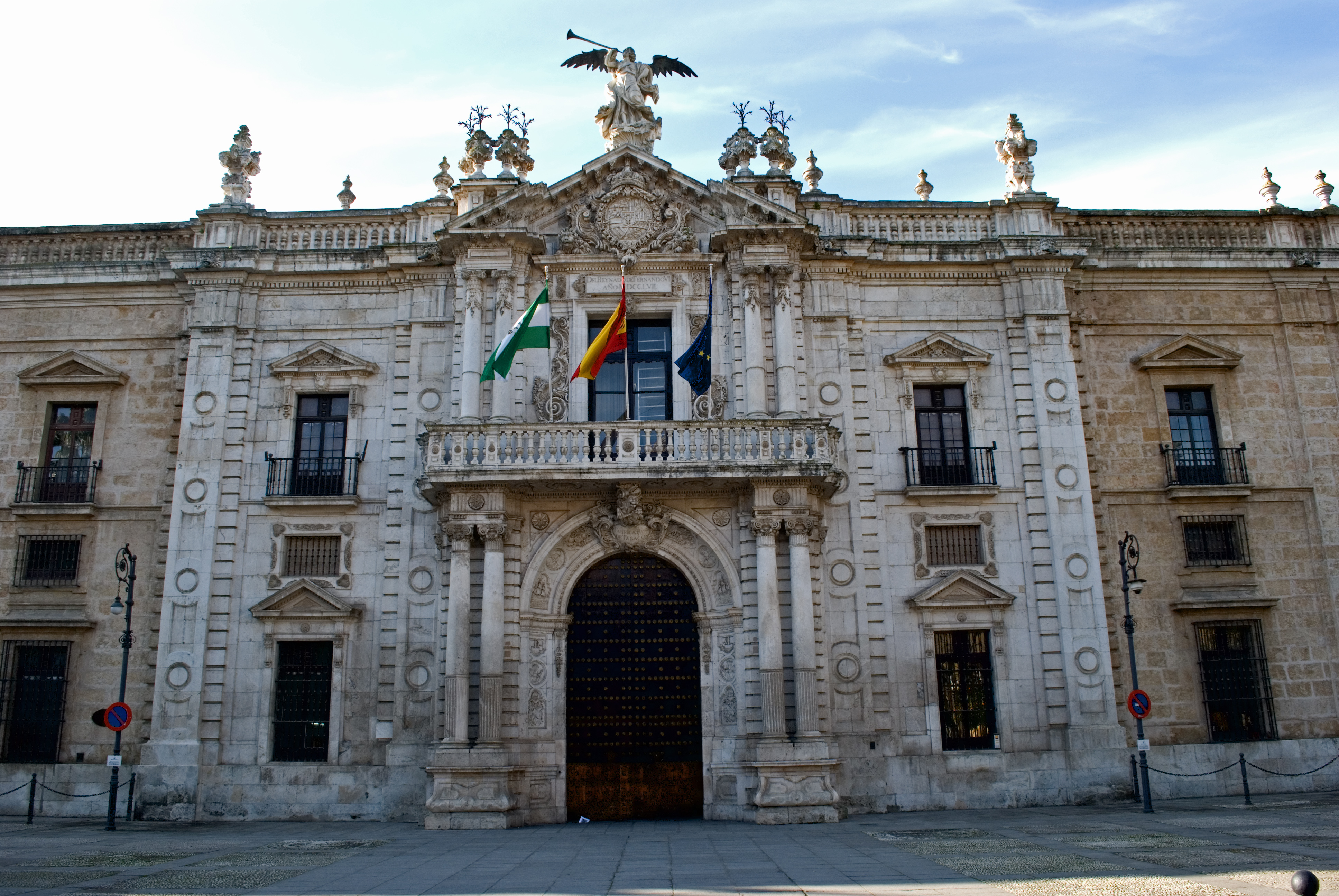
مقر رئاسة الجامعة في مبنى مصنع التبغ الملكي في إشبيلية.

مصنع التبغ الملكي في إشبيلية (بالإسبانية: Real Fábrica de Tabacos de Sevilla)‏ هو مبنى تم بناءه من الحجر خلال القرن الثامن عشر في الفترة من 1728 إلى 1770، ليصبح أول مصنعًا للتبغ في أوروبا. يعد واحدًا من أبرز المعالم المعمارية الصناعية في الحكم الأترافي، ويعد ذي طابع عمارة باروكية وكلاسيكية جديدة صناعية. ومنذ منتصف القرن العشرين، استضاف مقر رئاسة جامعة إشبيلية وبعض كلياتها.